# Kjetil Stiansen
Kjetil Stiansen (27 maart 1992) is een voormalige Noorse langebaanschaatser die gespecialiseerd is in de korte-en middenafstanden.

## Resultaten in eigen land
Ondanks zijn jonge leeftijd mocht hij al debuteren bij de Noorse senioren afstandkampioenschappen in oktober 2007. Hij deed daar aan drie afstanden mee, de 500, 1000 en 1500 m, waarop hij respectievelijk 17e, 12e en 14e werd. Het jaar daarop maakte hij een sterke ontwikkeling door. Op de 1000, 1500 en 5000 m werd hij 8e, 13e en op de slotafstand 18e. Ieder jaar wist Stiansen zich te verbeteren bij de Noorse afstandkampioenschappen. Bij de kampioenschappen van 2010 wist hij zelfs een 4e plaats te behalen op de 1000 m. Bij de kampioenschappen van 2011 ging het echter iets minder crescendo. Het beste resultaat bij dit toernooi was een 6e plaats op de 1000 m.

## Internationale resultaten
Bij het WK junioren 2010, dat gewonnen werd door Koen Verweij, finishte Stiansen tijdens het allroundtoernooi als 25e. Op de 1000 m wist hij nog wel een 6e plaats te bereiken. Zij grootste internationale juniorensucces was bij de wereldbekerwedstrijd in Collalbo. Op 23 januari 2010 won hij daar het goud op de 1500 m. Een ander internationaal juniorensucces was bij de wereldbekerfinale in Berlijn. Hij wist daar op de 1500 het brons te pakken.